# راش جنوبی
راش جنوبی (نام علمی: Nothofagus) نام یک سرده از راسته راش‌سانان است. زیستگاه راش جنوبی در نیمکره جنوبی زمین است. این درخت منشاء تغذیه بسیاری از شاپرک‌ها هستند.